# Galató
Galató (en llatí Galaton, en grec antic Γαλάτων) fou un pintor grec del qual destaca una pintura d'Homer vomitant, amb altres poetes al voltant que recullen el que llença. Aquesta pintura la menciona Claudi Elià i també uns escolis a Llucià de Samòsata on se l'anomena Gelato. Va viure segurament en temps de Ptolemeu IV Filopàtor al segle III aC i la seva pintura tenia sens dubte la intenció de ridiculitzar els poetes èpics alexandrins.